# Tumut Shire Council
Tumut Shire Council is een Local Government Area (LGA) in de Australische deelstaat New South Wales. Tumut Shire Council telt 11.347 inwoners. De hoofdplaats is Tumut.